# Nit de por
Nit de por (títol original: Fright Night) és una pel·lícula estatunidenca dirigida per Tom Holland, estrenada l'any 1985. Ha estat doblada al català

## Argument
Charlie Brewster és un adolescent sense històries. Comparteix la seva vida entre la seva mare, la seva amiga, els seus companys i les seves sèries preferides a la televisió i les pel·lícules de terror de sèrie B. Tot queda trastocat quan  descobreix que el seu nou i seductor veí és un vampir de raça difícil de combatre.

## Repartiment
- Chris Sarandon: Jerry Dandrige
- William Ragsdale: Charley Brewster
- Roddy McDowall: Peter Vincent
- Amanda Bearse: Amy Peterson
- Stephen Geoffreys: Ed Thompson anomenat el dimoni
- Jonathan Stark: Billy Cole
- Dorothy Fielding: la Sra. Brewster
- Art Evans: el tinent Lennox

## Rebuda
La pel·lícula va tenir un cert èxit comercial, informant aproximadament 24,922 milions de dòlars al box-office a Amèrica del Nord per un pressupost de 9 milions. 
Ha rebut una critica molt favorable, recollint un 93 % de crítiques positives, amb una nota mitjana de 7,3/10 sobre la base de 29 crítics, en el lloc Rotten Tomatoes.

## Al voltant de la pel·lícula
- El rodatge va tenir lloc del 3 desembre de 1984 al 23 de febrer de 1985.
- William Ragsdale es va ferir un peu en l'escena de pànic de l'escala, rodada el 4 de desembre de 1984 Va caldre esperar tres setmanes perquè el rodatge es reprengués.
- La pel·lícula que Charley escolta en la seva habitació és Les cicatrius de Dracula (1970) amb Christopher Lee.
- Fright Night, un remake, ve ser dirigit per Craig Gillespie el 2011 amb Anton Yelchin i Colin Farrell.

## Premis
- 3 premis als Premis Saturn 1986 : millor pel·lícula de terror, millor guió i millor actor secundari (Roddy McDowall)
- Premi Dario Argento al Festival internacional de cinema fantàstic d'Avoriaz 1986
- Premi de la crítica al Fantasporto 1986